# ІНКРУСТАЦІЇ: пісні з вистави
«ІНКРУСТАЦІЇ: пісні з вистави» — четвертий концертний альбом українського вокального дуету «ТЕЛЬНЮК: Сестри», який було презентовано 2011 року. Прем'єрний показ вистави «Інкрустації» відбувся 19 березня 2010 року у Київському Молодому театрі до Дня народження великої української поетеси Ліни Костенко. Це спільний мистецький проект Молодого театру та проекту «ТЕЛЬНЮК: Сестри» за технічної підтримки студії звукозапису «Комора». 

## Композиції
1. І знову пролог…
2. Хуртовини
3. Місто, премісто, прамісто моє!
4. Лист
5. Та нічого. Тільки от що.
6. Мені снилась бабуся…
7. Вечірнє сонце… (епілог)

Пісні, які увійшли до цього альбому — це не лише звукова доріжка до вистави, це дійові особи, які живуть своїм сценічним життям, з кожною виставою набуваючи нових емоційних відтінків. 

## Музиканти

### ТЕЛЬНЮК: Сестри
- Галина Тельнюк — спів, дерево дощу, рояль
- Леся Тельнюк — спів, рояль, бандура

Композитор — Леся Тельнюк
У записі використано рояль Steinway & Sons модель D-274